# Миргородський літературно-меморіальний музей Давида Гурамішвілі
Миргородський літературно-меморіальний музей Давида Ґурамішвілі. Експозиція музею побудована відповідно до трьох найбільших періодів життя і діяльності Давида Ґурамішвілі: його перебування в Грузії, Росії та Україні.
Поряд з музеєм — пам'ятник поету.

## Про музей
Створення музею стало можливим завдяки праці ряду українських та грузинських науковців (П.Тичина, П.Панч, О.Барамідзе), особистому клопотанню М.Бажана та подвижницькій діяльності знаного українського етнографа та лесикографа, педагога і першого громадського директора музею Івана Гурина.
З 2006 р. при музеї діє літературний клуб, де організовуються зустрічі з майстрами слова, літературно-музичні та театральні вечори, які користуються великою популярністю серед любителів літератури різних вікових груп.

## Фонди і експозиції музею
У музеї представлені предмети грузинської старовини:
- національний одяг та взуття
- предмети побуту
- народні музичні інструменти
- знаряддя праці
- посуд
- колекцію старовинних грузинських монет XVII—XVIII ст.
- зразки зброї та обладунки грузинського воїна XVIII ст.

Родзинкою екскурсійного обслуговування є використання народної та естрадної грузинської музики, демонстрація слайд-фільмів «О Грузіє, тебе обрали боги…», «Діяльність Миргородського літературно-меморіального музею Давида Ґурамішвілі» та ін., фотографування відвідувачів у грузинському національному вбранні.